# Rajdowe Samochodowe Mistrzostwa Polski 1971

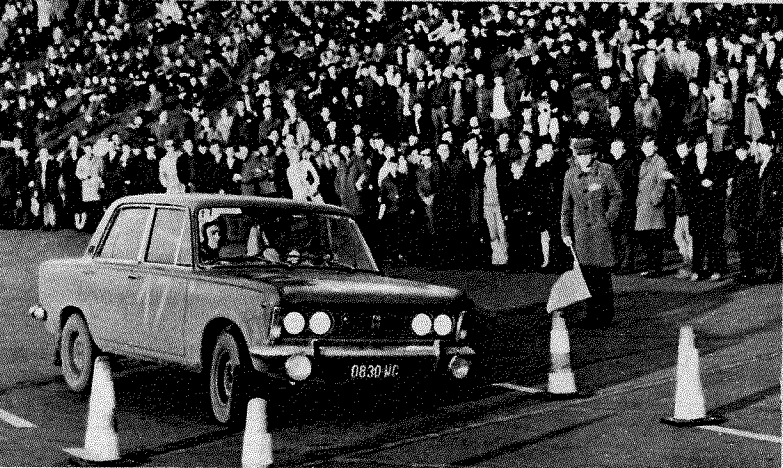
9. Rajd Warszawki – Maciej Stawowiak

Ten artykuł dotyczy sezonu 1971 Rajdowych Samochodowych Mistrzostw Polski.

## Kalendarz[1]
| Runda | Data           | Nazwa rajdu          | Baza rajdu | Nawierchnia   | Zwycięzca             | Raport |
| 1     | 5-6 marca      | 4. Rajd Mazurski     | Olsztyn    | asfalt/szuter | Włodzimierz Markowski | Wyniki |
| 2     | 15-16 maja     | 15. Rajd Dolnośląski | Wrocław    | asfalt        | Sobiesław Zasada      | Wyniki |
| 3     | 15-17 lipca    | 31. Rajd Polski      | Kraków     | asfalt        | Ryszard Nowicki       | Wyniki |
| 4     | 17-19 września | 21. Rajd Wisły       | Wisła      | asfalt        | Krzysztof Komornicki  | Wyniki |
| 5     | 5-6 listopada  | 9. Rajd Warszawski   | Warszawa   | asfalt        | Maciej Stawowiak      | Wyniki |

1. ↑  W Rajdzie Polski do klasyfikacji RSMP zaliczany był tylko I etap rajdu, który wygrał Ryszard Nowicki, w klasyfikacji generalnej całego rajdu tryumfował Sobiesław Zasada, który po pierwszym etapie zajmował 3 miejsce.

## Klasyfikacje Rajdowych Samochodowych Mistrzostw Polski 1971[1][2]
- Klasyfikacja generalna - Puchar Motoru[3]

W klasyfikacji generalnej ("Puchar "Motoru") punkty przyznawano za 6 pierwszych miejsc według systemu: 8-6-4-3-2-1. Do końcowej punktacji zaliczano zawodnikom 3 najlepsze wyniki. Warunkiem sklasyfikowania był udział w co najmniej dwóch eliminacjach.
| Poz. | Kierowca/Pilot                             | Samochód                          | Pkt |
| ---- | ------------------------------------------ | --------------------------------- | --- |
| 1    | Sobiesław Zasada Ewa Zasada                | Polski Fiat 125p 1500 BMW 2002 Ti | 16  |
| 2    | Włodzimierz Markowski                      | Porsche 912 Polski Fiat 125p 1500 | 15  |
| 3    | Marek Varisella                            | Polski Fiat 125p 1300             | 13  |
| 4    | Ryszard Nowicki Wojciech Schramm           | Polski Fiat 125p 1500             | 10  |
| 5    | Krzysztof Komornicki Błażej Krupa          | Polski Fiat 125p 1500             | 8   |
| 5    | Maciej Stawowiak Dominik Mydlarski         | Polski Fiat 125p 1500             | 8   |
| 5    | Adam Smorawiński                           | BMW 2002 Ti                       | 8   |
| 8    | Włodzimierz Groblewski Janusz Książkiewicz | Polski Fiat 125p 1500             | 6   |
| 8    | Lelio Lattari Marian Wangrat               | Alfa Romeo GTV Ford Capri         | 6   |
| 10   | Wiesław Mrówczyński Bronisław Czekała      | Polski Fiat 125p 1500             | 4   |
| 10   | Andrzej Jaroszewicz Tomasz Ciecierzyński   | Polski Fiat 125p 1500             | 4   |

- Punktacja RSMP:

Punkty do klasyfikacji RSMP przyznawano w klasach za 6 pierwszych miejsc według systemu: 8-6-4-3-2-1. Do końcowej punktacji zaliczano zawodnikom 3 najlepsze wyniki. Warunkiem sklasyfikowania był udział w co najmniej dwóch eliminacjach. Klasę stanowiły minimum 3 samochody.
Podział samochodów startujących w rajdach zgodnie z regulaminami FIA:
- Grupa I - Seryjne samochody turystyczne. Produkowane w ilości co najmniej 5000 egzemplarzy w ciągu 12 miesięcy. Prawie całkowity zakaz przeróbek mających na celu poprawienie osiągów samochodu. Jeżeli pojemność silnika przekraczała 700 cm3, samochód tej grupy musiał mieć co najmniej 4 miejsca.
- Grupa II - Specjalne samochody turystyczne. Wyprodukowane musiały być w ilości co najmniej 1000 egzemplarzy w ciągu 12 miesięcy. Dozwolony duży zakres przeróbek poprawiających osiągi pojazdu. Tak jak w grupie I, jeżeli pojemność silnika przekraczała 700 cm3, samochód tej grupy musiał mieć co najmniej 4 miejsca.
- Grupa III - Seryjne samochody GT produkowane w ilości co najmniej 1000 sztuk w roku. Pojazdy co najmniej dwumiejscowe. Ograniczenia przeróbek i modyfikacji takie same jak w grupie I.
- Grupa IV - Specjalne samochody GT. Warunkiem homologacji było wyprodukowanie co najmniej 500 egzemplarzy w ciągu 12 miesięcy. Dozwolone przeróbki takie jak w grupie II.

W RSMP, w klasach zdobywać punkty mogły tylko pojazdy grup I i II. Samochody gr. III i IV mogły zdobywać punkty tylko w klasyfikacji generalnej.
Grupy podzielone były na klasy w zależności od pojemności skokowej silnika:
- klasa 1 - do 500 cm3
- klasa 2 - do 600 cm3
- klasa 3 - do 700 cm3
- klasa 4 - do 850 cm3
- klasa 5 - do 1000 cm3
- klasa 6 - do 1150 cm3
- klasa 7 - do 1300 cm3
- klasa 8 - do 1600 cm3
- klasa 9 - do 2000 cm3
- klasa 10 - do 2500 cm3
- klasa 11 - do 3000 cm3
- klasa 12 - do 4000 cm3
- klasa 13 - do 5000 cm3

Klasa 9-13
| Poz. | Kierowca         | Samochód       | Suma pkt |
| ---- | ---------------- | -------------- | -------- |
| 1    | Adam Smorawiński | BMW 2002 Ti    | 22       |
| 2    | Mario Graziani   | Alfa Romeo GTV | 18       |

Klasa 8
| Poz. | Kierowca            | Samochód              | Suma pkt |
| ---- | ------------------- | --------------------- | -------- |
| 1    | Andrzej Jaroszewicz | Polski Fiat 125p 1500 | 14       |
| 1    | Błażej Krupa        | Polski Fiat 125p 1500 | 14       |
| 1    | Ryszard Nowicki     | Polski Fiat 125p 1500 | 14       |
| 4    | Wiesław Mrówczyński | Polski Fiat 125p 1500 | 13       |
| 5    | Robert Mucha        | Polski Fiat 125p 1500 |          |

Klasa 7
| Poz. | Kierowca             | Samochód              | Suma pkt |
| ---- | -------------------- | --------------------- | -------- |
| 1    | Marek Varisella      | Polski Fiat 125p 1300 | 24       |
| 2    | Mieczysław Urtnowski | Polski Fiat 125p 1300 | 20       |
| 3    | Ryszard Grychtoł     | Polski Fiat 125p 1300 | 12       |

Klasa 5-6
| Poz. | Kierowca         | Samochód             | Suma pkt |
| ---- | ---------------- | -------------------- | -------- |
| 1    | Henryk Mandera   | Wartburg 353         | 24       |
| 2    | Ryszard Pawlitka | Fiat 850 Sport Coupe | 16       |
| 2    | Andrzej Nytko    | Fiat 850 Sport Coupe | 16       |

Klasa 3-4 (przyznano tylko tytuł wicemistrzowski)
| Poz. | Kierowca          | Samochód       | Suma pkt |
| ---- | ----------------- | -------------- | -------- |
| 1    | Adam Masłowiec    | Syrena 104     | 24       |
| 2    | Kazimierz Jaromin | Zastava 750    | 20       |
| 3    | Jerzy Borowicz    | Steyr Puch 650 |          |

Klasa 1-2
| Poz. | Kierowca          | Samochód    | Suma pkt |
| ---- | ----------------- | ----------- | -------- |
| 1    | Zdzisław Łagan    | Trabant 601 | 24       |
| 2    | Marek Trzaskowski | Trabant 601 | 16       |
| 3    | Maciej Jasiński   | Honda N 600 |          |